# Neatwork Records
Neatwork Records was een Oostenrijks jazz-platenlabel dat alternatieve opnames van beroemde jazzmusici uitbracht. Op het label kwamen meer dan zeventig cd's uit met werk van onder meer Louis Armstrong, Henry Allen, Count Basie, Sidney Bechet, Benny Carter, Eddie Condon, Duke Ellington, Lionel Hampton, Coleman Hawkins, Charlie Parker, Ben Webster,  Clarence Williams en Lester Young. 